# Jambai
Jambai è una suddivisione dell'India, classificata come town panchayat, di 14.999 abitanti, situata nel distretto di Erode, nello stato federato del Tamil Nadu. In base al numero di abitanti la città rientra nella classe IV (da 10.000 a 19.999 persone).

## Geografia fisica
La città è situata a 11° 30' 17 N e 77° 38' 01 E.

## Società

### Evoluzione demografica
Al censimento del 2001 la popolazione di Jambai assommava a 14.999 persone, delle quali 7.701 maschi e 7.298 femmine. I bambini di età inferiore o uguale ai sei anni assommavano a 1.397, dei quali 764 maschi e 633 femmine. Infine, coloro che erano in grado di saper almeno leggere e scrivere erano 8.132, dei quali 4.862 maschi e 3.270 femmine.